# Floribundaria
Floribundaria là một chi rêu trong họ Meteoriaceae.